# 菱叶铁苋菜
菱叶铁苋菜（学名：Acalypha siamensis）为大戟科铁苋菜属下的一个种。种加名 siamensis 意为“暹罗的”。